# Električno vozilo
Električno vozilo ali e-vozilo (kratica EV) je vozilo, ki ga poganja eden ali več električnih motorjev. Električno vozilo je lahko opremljeno z zbiralnim sistemom, ki ga napaja elektrika iz virov, ki jih ni na vozilu, ali pa ima lastno baterijo, sončne celice ali električni generator za pretvorbo goriva v elektriko. EV med drugim vključujejo cestna in tirna vozila, površinska in podvodna plovila, električne zrakoplove in električna vesoljska plovila.
EV so se prvič pojavili v sredini 19. stoletja, ko je bila elektrika med najbolj priljubljenimi sredstvi za pogon vozil, saj je zagotavljala stopnjo udobja in upravljanja, ki je ni bilo mogoče doseči s takratnimi bencinskimi vozili. Zadnjih 100 let so prevladujoča oblika pogona osebnih vozil sodobni motorji z notranjim zgorevanjem, vendar pa je električni pogon ostal pogost v drugih vrstah vozil, kot so vlaki in manjša vozila vseh vrst.
V 21. stoletju so se EV zaradi tehnološkega razvoja in posvečanja obnovljivi energiji znova uveljavili. Pojavila se je velika potreba po električnih vozilih in majhna skupina DIY-inženirjev je začela deliti tehnične informacije o pretvorbi vozila v električno. V ZDA, Evropski uniji in drugje so bile uvedene državne spodbude za povečanje uporabe električnih vozil. Delež električnih vozil naj bi se z 2 odstotkov leta 2016 do leta 2030 zvišal na 30 odstotkov.